# 封神演義の登場人物一覧
封神演義の登場人物一覧は、中国の神怪小説『封神演義』に登場する架空の人物・神仙の一覧である。なお、藤崎竜の同名の漫画の登場人物に関しては、封神演義 (漫画)#登場人物を参照。

## 周
姜子牙（きょう しが） / 姜尚（きょう しょう）
本作品の主人公。元始天尊の弟子。姓は姜、名は尚、字は子牙、号は飛熊。通称は太公望（たいこうぼう）。師の命令で下山し、周を助けて商を討ち、三百六十五人の神を封じる。商を討ったあと斉に封じられる。
 姫昌（き しょう） / 文王（ぶんおう）
四大諸侯の一人で、西伯侯。占いの名人で、後に周の文王となり、姜子牙を迎え入れる。
姫伯邑考（き はくゆうこう）
姫昌の長子。幽閉された父を救うために朝歌を訪れるが、妲己の策略により刑死する。封神されて中天北極紫微大帝となる。
武王（ぶおう） / 姫発（き はつ）
姫昌の次子。父の後を継いで周の武王を名乗り、商を討つ。
周公旦（しゅうこう たん） / 姫旦（き たん）
姫昌の第四子。商を討ったあと魯に封じられる。
姫叔度（き しゅくど）
姫昌の第五子。武将として教練を受けた姫昌の子供三十六名の代表。商を討ったあと蔡に封じられる。
木版本では封神されて東斗星官となっているが、後の三監の乱を考えてか清末以降の排印本では封神されていない。
姫叔乾（き しゅくけん）
姫昌の第十二子。第三十六回で死亡しているが、第六十八回の出師表にも名前が載っている。封神されて天貴星となる。
姫叔明（き しゅくめい）
姫昌の第七十二子。第六十六回と第八十六回の二度死んでいる。封神されて東斗星官となる。
姫叔昇（き しゅくほう）
姫昌の子供。封神されて中斗星官となる。
雷震子（らいしんし）
姫昌の養子で、第百子。雲中子の弟子。杏を食べたことにより鷲のような大翼を得て、周を助けた。
その他姫昌の子供
上記以外で第六十八回の出師表に名前がある者：姫叔坤（き しゅくこん）、姫叔康（き しゅくこう）、姫叔正（き しゅくせい）、姫叔啓（き　しゅくけい）、姫叔伯（き しゅくはく）/ 姫叔但（き しゅくたん）、姫叔元（き しゅくげん）、姫叔忠（き しゅくちゅう）、姫叔廉（き しゅくれん）、姫叔徳（き しゅくとく）、姫叔美（き しゅくび）、姫叔奇（き しゅくき）、姫叔順（き しゅくじゅん）、姫叔平（き しゅくへい）、姫叔広（き しゅくこう）、姫叔智（き しゅくち）、姫叔勇（き しゅくゆう）、姫叔敬（き しゅくけい）、姫叔崇（き しゅくすう）、姫叔安（き しゅくあん）。
第九十九回の封神榜のみに名前がある者：姫叔方（き しゅくほう）（中斗星官、木版本のみ）、姫叔義（き しゅくぎ）（燭火星）、姫叔吉（き しゅくきつ）（地網星）、姫叔礼（き しゅくれい）（胎神星）。
第一百回の封国のみに名前がある者：姫叔鮮（き しゅくせん）、姫叔振鐸（き しゅくしんたく）、姫叔武（き しゅくぶ）、姫叔処（き しゅくしょ）、康叔（こうしゅく）、姫叔繍（き しゅくしゅう）。
散宜生（さん ぎせい）
周の大夫。
『史記』周本紀に記されている実在の人物。
四賢（しけん）
毛公遂（もうこう すい）、周公旦（しゅうこう たん）、召公奭（しょうこう せき）、畢公高（ひっこう こう）のこと。
八俊（はっしゅん）
伯達（はく たつ）、伯适（はく かつ）、仲突（ちゅう とつ）、仲忽（ちゅう こつ）、叔夜（しゅく や）、叔夏（しゅく か）、季随（き ずい）、季騧（き か）のこと。
『論語』微子第十八、『漢書』古今人表第八に載る八人。『論語』では殷末周初と言及されているわけではないが、『漢書』のほうでは殷末の人物と一緒に名前がある。
南宮适（なんきゅう かつ）
周の将軍。
『史記』周本紀に記されている実在の人物。
「南宮适」は『竹書紀年』の表記。『史記』では「南宮括」（孔子の弟子と同姓同名）と表記されている。
辛甲（しん こう）
周の武官。
辛免（しん めん）
周の武官。
太顛（たい てん）
周の神武将軍。
閎夭（こう よう）
周の武官。
馬成龍（ば せいりゅう）
楚州解糧官。封神されて陽差星となる。
武栄（ぶ えい）
秦州運糧官。封神されて流霞星となる。
武吉（ぶ きつ）
木こり。過失で人を死なせ拘束されていたところを姜子牙に救われ、彼の弟子になる。
竜鬚虎（りゅうしゅこ）
駱駝の頭に首は鵞鳥、髭は蝦、耳は牛、身は魚、手は鶯、足は虎という姿をした一本足の妖怪。申公豹に騙されて姜子牙の肉を食おうとしたが、杏黄旗によって収められ、姜子牙の弟子となる。大石をイナゴの大群のように飛ばすことができる。封神されて九醜星となる。

## 商（殷）
紂王（ちゅう おう）
商の天子。女媧宮を詣でた際、女媧の像を見て淫らな思いを起こし詩を書き残したため、女媧の怒りを買った。名君であったが、妲己を娶ってから酒色に溺れ暴政を行う。封神されて天喜星となる。
蘇妲己（そ だっき） / 千年狐狸精（せんねんこりせい） / 九尾狐狸精（きゅうびこりせい）
紂王の妃。その正体は冀州侯蘇護の娘の姿に化けた（殺して体を乗っ取った、とする解釈もある）千年狐狸精で、女媧の命を受けて商王朝の命数を縮めるために紂王に近づいた。
その性格は残忍非道で狡猾。女媧の命を自分の都合の良いように解釈あるいは曲解し、臣民に無茶な言いがかりをつけての虐殺をはじめとする無用の残虐行為を繰り返しては楽しんだため、最終的に女媧の怒りを買って見放され、粛清される羽目になる。
『封神演義』では、妲己を二字の字と解釈した上で蘇を姓とし「蘇妲己」と表記されている。しかし、春秋以前の時代の婦女子は姓より先に字が来るのが普通であり、『史記』殷本紀の注にも「妲は字にして姓は己であり」と記されている。
『封神演義』では封神されていないが、清代宮廷大戲『封神天榜』では合貴星に封神されている。
姜氏（きょう し）/ 姜妃（きょう ひ）/ 姜皇后（きょうこうごう）
紂王の皇后。妲己と費仲の策略にはまって紂王暗殺の濡れ衣を着せられ、両指を焼かれ片目を抜かれるといった拷問を受けた後、死を遂げる。封神されて太陰星となる。
黄氏（こう し） / 黄貴妃（こうきひ）
紂王の妃。西宮。黄飛虎の妹。義姉に当たる賈氏とは仲が良かった。
妲己の策略によって賈氏が死んだことを嘆いて妲己及び紂王に暴力を振るい、墜落死する（作品によって死に方がまちまちだが、ありていに言えば最終的に紂王らに殺される）。封神されて地后星となる。
楊氏（よう し）/ 楊貴妃（ようきひ）
紂王の妃。馨慶宮。殷郊、殷洪兄弟を逃がした後、その後を悲観し自殺する。封神されて紅艶星となる。
武庚（ぶ こう）
商の王子。紂王の子。朝歌が落城した際に周兵によって捕らえられる。諸侯と姜子牙は武庚を処刑するよう武王に勧めたが、武王は成湯の血が絶えるのを避けるため彼を殺さず一領地を与えた。
安能版では妲己の侍女・鯀捐の子とされている。
比干（ひ かん）
商の亜相。紂王の叔父。妲己の持病の治療のために紂王から「玲瓏心」を求められ、心臓を抜き取られて死亡した。封神されて北斗星官の文曲となる。
箕子（き し）
商の文官。紂王の叔父。王を諫めるも、投獄されて断髪される。
微子（び し）
紂王の伯父。
微子啓（びし けい）
商の文官。紂王の異母兄。王を諫めるも、妲己の言葉以外を聞き入れない王の変貌ぶりに挫折し、弟と共に商の祖廟を守って離反。
微子衍（びし えん）
商の文官。紂王の異母兄。王を諫めるも、妲己の言葉以外を聞き入れない王の変貌ぶりに挫折し、兄と共に商の祖廟を守って離反。
聞仲（ぶん ちゅう）
商の太師。殷の最強の将の一人。商軍を率いて西岐を攻める。師である金霊聖母から「絶」の字を避けるように言われていたが、敗走中に絶竜嶺にたどり着いてしまい、そこで雲中子と燃灯道人と戦って命を落とした。額に第三の瞳を持つ。封神されて九天応元雷声普化天尊となる。
吉立（きつ りつ）
聞仲の弟子。封神されて吉天君となる。
余慶（よ けい）
聞仲の弟子。封神されて余天君となる。
鄧忠（とう ちゅう）
聞仲の配下。黄花山四将の一人。封神されて鄧天君となる。
辛環（しん かん）
聞仲の配下。黄花山四将の一人。封神されて辛天君となる。
張節（ちょう せつ）
聞仲の配下。黄花山四将の一人。封神されて張天君となる。
陶栄（とう えい）
聞仲の配下。黄花山四将の一人。封神されて陶天君となる。
商容（しょう よう）
商の宰相。官職を辞して一時は朝歌を離れるが、後に逃亡中の殷郊が自宅を訪れたため、再び都に戻って紂王を諌めた。紂王に処刑を命じられたが、自ら石柱に頭をぶつけて自害する。封神されて玉堂星となる。
杜元銑（と げんせん）
商の司天台。雲中子の剣の献上の件で、宮殿を取り巻く妖気の原因が妲己であると気づく。王を諌めるも、妲己が紂王に泣き付いたことで王の怒りを買い、処刑された。封神されて博士星となる。
梅伯（ばい はく）
商の上大夫。杜元銑の処刑が決定した際に王を諫めるも、王の逆鱗に触れて炮烙にて処刑された。封神されて天徳星となる。
趙啓（ちょう けい）
商の上大夫。封神されて天赦星となる。
膠鬲（こう かく）
商の上大夫。封神されて奏書星となる。
夏招（か しょう）
商の大夫。封神されて月徳星となる。
朱昇（しゅ しょう）
封宮官。封神されて寡宿星となる。
費仲（ひ ちゅう）
中諫大夫。奸臣。蘇護が賄賂を送らなかったことに怒り、その報復として彼の娘の妲己が絶世の美女であることを紂王に教え、娶るように勧めた。また妲己の密命を受け、姜皇后に紂王暗殺の濡れ衣を着せる計略を企てた。後に、文官であるにもかかわらず魯雄率いる西伐軍に加わるよう聞仲から命じられ、西岐の地で命を落とした。封神されて勾絞星となる。
尤渾（ゆう こん）
奸臣。費仲同様、魯雄率いる西伐軍に加わるよう命じられ、西岐の地で命を落とした。封神されて巻舌星となる。
飛廉（ひ れん）
中諫大夫。奸臣。封神されて氷消瓦解神となる。
悪来（あく らい）
中諫大夫。奸臣。封神されて氷消瓦解神となる。
賈氏（かし / こし）
黄飛虎の妻。妲己の策略によって無実の罪を着せられ、自らの身の潔白と黄家を守るために自害した。封神されて貌端星となる。
四大諸侯
姜桓楚（きょう かんそ）
四大諸侯の一人で東伯侯。姜皇后の父親。封神されて帝車星となる。
姜文煥（きょう ぶんかん）
姜桓楚の嗣子。
鄂崇禹（がく すうう）
四大諸侯の一人で南伯侯。封神されて天馬星となる。
鄂順（がく じゅん）
鄂崇禹の嗣子。封神されて北斗星官の貪狼となる。
姫昌（き しょう）
四大諸侯の一人で西伯侯。
崇侯虎（すう こうこ / しゅう こうこ）
四大諸侯の一人で北伯侯。四大諸侯の中では唯一、紂王に取り入っている悪役である。『史記』殷本紀では文王を紂王に密告し周に歯向かった諸侯。封神されて大耗星となる。
安能版では、崇侯虎ではなく崇候虎と表記されている。
崇応彪（すう おうひょう）
崇侯虎の嗣子。封神されて九曜星官となる。
梅武（ばい ぶ）
崇侯虎の配下。封神されて天空星となる。
金葵（きん き）
崇侯虎の配下。封神されて東斗星官となる。
孫子羽（そん しう）
崇侯虎の配下。封神されて西斗星官となる。
黄元済（こう げんさい）
崇侯虎の配下。封神されて蚕畜星となる。
陳継貞（ちん けいてい）
崇侯虎の配下。一部の版本では封神されて滅没星となる。
梅徳（ばい とく）
崇侯虎の配下。封神されて地空星となる。
金成（きん せい）
崇侯虎の配下。封神されて陰錯星となる。
孫栄（そん えい）
崇侯虎の配下。
張鳳（ちょう ほう）
臨潼関の総兵。封神されて鑽骨星となる。
蕭銀（しょう ぎん）
張鳳の配下。黄飛虎に恩があって黄飛虎を助ける。
陳桐（ちん とう）
潼関の守将。封神されて天羅星となる。
陳梧（ちん ご）
穿雲関総兵。封神されて月刑星となる。
魯雄（ろ ゆう）
商の左軍上将軍。封神されて水徳星となる。
魔家四将（まかよんしょう）
佳夢関を守る四兄弟。聞仲の命により守備を胡昇と交代し、西岐を攻めた。
魔礼青（ま れいせい）
長兄。青雲剣と呼ばれる剣を持ち、これを振って、何万もの刃と矛を巻き起こす黒風を発生させる。封神されて四大天王の増長天王となる。
魔礼紅（ま れいこう）
次兄。混元傘と呼ばれる傘を持ち、これを開いて、天地を揺るがし炎を発生させる。
魔礼紅は第九十九回で広目天王に封じられるが、そのときの記述では琵琶を用いて調を司るとあり、最初の設定と矛盾が生じている。
魔礼海（ま れいかい）
三兄。地・水・火・風を司る四弦が張られた琵琶を持ち、これをかき鳴らして、風火を発生させる。
魔礼海は第九十九回で多文天王に封じられるが、そのときの記述では傘を用いて雨を司るとあり、最初の設定と矛盾が生じている。また、多「聞」天王ではなく多「文」天王と記述されているのは、多聞天が毘沙門天（托塔李天王である李靖）と重なる神格であり、作品内で同一人物が登場する不自然さを避けるための作者の作為的な書き換えとする説がある。
魔礼寿（ま れいじゅ）
末弟。花狐貂と呼ばれる白い鼠のような生物を持ち、これを放つと、白象ほどの大きさになって敵に食らいつく。封神されて四大天王の持国天王となる。
殷洪（いん こう）
紂王と姜妃の間にできた次男。処刑される直前に風にさらわれ、赤精子の弟子になる。周を援けるために下山するが、申公豹に唆されて商軍に加わった。下山前に立てた「もし過てば、四肢を灰にされても構わない」という誓い通りの方法で処刑される。
龐弘（ほう こう）
二龍山四将の一人。封神されて龐天君となる。
劉甫（りゅう ほ）
二龍山四将の一人。封神されて劉天君となる。
苟章（こう しょう）
二龍山四将の一人。版本によっては荀章。封神されて苟(荀)天君となる。
畢環（ひつ かん）
二龍山四将の一人。封神されて畢天君となる。
張山（ちょう ざん）
商の大元戎。三山関総兵。封神されて滕蛇星となる。
銭保（せんぽ）
張山の配下。封神されて天医星となる。
李錦（り きん）
張山の配下。封神されて天医星となる。
馬徳（ば とく）
張山の配下。
桑元（そう げん）
張山の配下。
殷郊（いん こう）
商の太子で紂王と姜妃の間にできた長男。処刑される直前に風にさらわれ、広成子の弟子になる。後に三面六臂の姿となり、周を援けるために下山するが、申公豹に唆されて商軍に加わった。下山前に立てた「もし過てば、鋤で頭を落とされても構わない」という誓い通りの方法で処刑される。封神されて執年歳君太歳神となる。
温良（おん りょう）
殷洪の配下。白龍山二将の一人。封神されて日遊神となる。
馬善（ば ぜん）
殷洪の配下。白龍山二将の一人。正体は燃灯道人の住む元覚洞にある瑠璃灯（吊りランプ）の中の火の精。最後は燃灯道人に回収された。
孔宣（こう せん）
商の西伐軍の将。殷の最強の将の一人。正体は孔雀。五色の神光を放って洪錦、哪吒、雷震子、黄飛虎ら五岳、李靖、金吒、木吒など周将を次々と捕らえて苦戦させた。陸圧道人や燃灯道人が出陣しても何者であるかわからなかったが、準提道人によって正体が暴かれ、西方に連れて行かれた。
陳庚（ちん こう）
孔宣の配下。封神されて歳殺星となる。
高継能（こう けいのう）
孔宣配下の将。蜂の大群を操って戦う。封神されて黒殺星となる。
孫合（そん ごう）
孔宣の配下。封神されて五窮星となる。
周信（しゅう しん）
孔宣の配下。封神されて十悪星となる。
胡陞（こ しょう）
佳夢関の総兵。弟の胡雷を失って一度は周軍に投降の文書を送るが、火霊聖母が味方についたことで帰順を撤回した。火霊聖母が戦死した後に再び投降を申し出るが、姜子牙に受け入れられず、処刑された。封神されて西斗星官となる。
胡雷（こ らい）
胡昇の弟。火霊聖母の弟子。身代わりの術を用いるが、竜吉公主に破られて処刑された。封神されて南斗星官となる。
徐坤（じょ こん）
胡陞配下。封神されて玄武星となる。
胡雲鵬（こ うんほう）
胡陞配下。封神されて西斗星官となる。
王信（おう しん）
胡陞配下。
丘引（きゅう いん）
青竜関の総兵。頭上から紅珠を出現させて敵を気絶させる。黄天祥に傷を負わせられたことを深く恨み、彼を捕らえると風化の刑に処した。青竜関の戦いで敗走するが、後に万仙陣で陸圧道人に倒される。正体は蚯蚓。
馬方（ば ほう）
丘引の配下。封神されて朱雀星となる。
高貴（こう き）
丘引の配下。封神されて南斗星官となる。
余成（よ せい）
丘引の配下。封神されて南斗星官となる。
孫宝（そん ほう）
丘引の配下。封神されて南斗星官となる。一部の版本では参水猿となる。
陳奇（ちん き）
丘引配下の将。口から黄気を吐いて敵を気絶させるという、鄭倫と似た術を用いる。封神されて哼哈二将となる。
韓栄（かん えい）
汜水関の総兵。封神されて狼籍星となる。
韓昇・韓変（かん しょう・かん へん）
韓栄の二人の息子。万刃車と呼ばれる紙の風車を使って風と炎を起こし、周軍を阻んだ。封神されて韓昇は北斗星官の左輔、韓変は北斗星官の右弼となる。
余化（よ か）
韓栄配下の将。七首将軍と呼ばれる。余元の弟子。
黄飛虎が造反を起こした際、汜水関で彼を捕らえるが、哪吒と戦って敗走した。後に周軍が汜水関を攻めた際に、猛毒を仕込んだ化血神刀をもって戦った。
王虎（おう こ）
韓栄の配下。封神されて月破星となる。
徐忠（じょ ちゅう）
韓栄の配下。封神されて咸池星となる。
徐芳（じょ ほう）
穿雲関総兵。徐蓋の弟。封神されて歳刑星となる。
龍安吉（りゅう あんきつ）
徐芳の配下。封神されて欄杆星となる。
馬忠（ば ちゅう）
徐芳の配下。封神されて血光星となる。
方義真（ほう ぎしん）
徐芳の配下。封神されて官符星となる。
余化龍（よかりゅう）
潼関の総兵。妻に金氏（封神されて衛房聖母元君となる）、息子に余達・余兆・余光・余先・余徳がいる。封神されて主痘碧霞元君となる。
余光（よ こう）
余化龍の長男。封神されて南方主痘正神となる。
余兆（よ ちょう）
余化龍の次男。封神されて西方主痘正神となる。
余達（よ たつ）
余化龍の三男。封神されて東方主痘正神となる。
余先（よ せん）
余化龍の四男。封神されて北方主痘正神となる。
余徳（よ とく）
余化龍の第五子。兄弟の内で唯一出家していた。周軍が潼関を攻めた際父を援けるために下山し、兄たちに指示して毒痘をばら撒いた。封神されて中央主痘正神となる。
欧陽淳（おうよう じゅん）
臨潼関の総兵。封神されて亡神星となる。
卞金龍（べん きんりゅう）
欧陽淳の配下。封神されて死符星となる。
桂天禄（けい てんろく）
欧陽淳の配下。一部の版本では封神されて天刑星となる。
公孫鐸（こうそん たく）
欧陽淳の配下。封神されて刃殺星となる。
卞吉（べん きつ）
欧陽淳配下の将。卞金龍の息子。霊符を持たずに下をくぐると気を失う「幽魂白骨幡」を持っていたが、密かに帰順を決意していた鄧昆と芮吉の策略によって破られる。封神されて天殺星となる。
張奎（ちょう けい）
商の将軍で澠池城の城主。俊足の独角烏煙獣に跨り、土行孫同様、地行術を用いて地中に潜ることができる。周軍の多くの首級を挙げた。封神されて七殺星となる。
高蘭英（こう らんえい）
張奎の妻。太陽神針を用いて敵の眼を潰す。封神されて桃花星となる。
王佐（おう さ）
張奎配下。封神されて病符星となる。
鄭椿（てい ちん）
張奎配下。封神されて浮沈星となる。
梅山七怪（ばいざんしちかい）
袁洪（えん こう）
正体は白猿精。封神されて四廃星となる。
呉龍（ご りゅう）
正体は蜈蚣精。封神されて破碎星となる。
常昊（じょう こう）
正体は長蛇精。封神されて刀砧星となる。
朱子真（しゅ ししん）
正体は猪怪。封神されて伏断星となる。
楊顕（よう けん）
正体は羊精。封神されて反吟星となる。
戴礼（たい れい）
正体は狗精。封神されて荒蕪星となる。
金大升（きん だいしょう）
正体は牛怪。封神されて天瘟星となる。
高明（こうめい）
商の神武上大将。棋盤山の桃精。魂魄が封神台に飛んでいく描写があるが、第九十九回の封神榜には名前がない。
高覚（こうかく）
商の神武上大将。棋盤山の柳鬼。魂魄が封神台に飛んでいく描写があるが、第九十九回の封神榜には名前がない。
鄔文化（う ぶんか）
商の威武上将軍。身長が四丈（約12m）もある巨人。封神されて力士星となる。
竇栄（とう えい）
遊魂関総兵。竇融とも表記される。封神されて北斗星官の武曲となる。
徹地夫人（てっちふじん）
竇栄の妻。封神されて月魁星となる。
姚忠（よう ちゅう）
竇栄配下。封神されて月厭星となる。
丁策（てい さく）
商の神策上将軍。封神されて帝輅星となる。
郭宸（かく しん）
商の威武上将軍。封神されて北斗星官の巨門となる。
董忠（とう ちゅう）
商の威武上将軍。封神されて北斗星官の招搖となる。
殷破敗（いん ぱばい）
殷郊・殷洪が朝歌を逃亡した際、雷開と共に二人を追った。後に商からの使者として周軍を訪れ、姜子牙を説得したが、受け入れられないとわかると死を覚悟して罵った。この口上に激怒した姜文換によって斬られ、命を落とす。封神されて小消星となる。
殷成秀（いん せいしゅう）
商の武官。封神されて白虎星となる。
魯仁傑（ろ じんけつ）
征伐軍に加わるが、共に参戦していた梅山七怪の正体が妖怪だと気づき、商が滅びることを悟る。だが「どうせ死ぬのならば朝歌で忠義を見せ付けて死のう。妖怪と共に死にたくない」と考えて前線を離れ、殷破敗と共に朝歌に戻った。最後まで商に残り、禁城を背にして紂王と共に周軍と戦った。
雷鯤（らいこん）
商の武将。封神されて南斗星官となる。一部版本では天福星となっている。
雷鵬（らいほう）
商の武将。封神されて勾陳星となる。
雷開（らい かい）
商の武将。封神されて駅馬星となる。

## 商 → 周
黄飛虎（こう ひこ） / 武成王（ぶせいおう）
商の鎮国武成王。五色神牛に跨る。妻と妹を殺された事で造反を決意し、後に周の開国武成王に就任した。三関分けでは青竜関を攻める軍の主将に任じられる。封神されて東岳泰山斉天仁聖大帝となる。
黄天化（こう てんか）
黄飛虎の長子。清虚道徳真君の弟子。玉麒麟に跨り、二本の銀鎚で戦う。造反を起こした黄飛虎が陳桐に殺された際、これを助けるために下山した。後に道徳から「高に逢ったら戦わず、能に遇ったら引き返せ」という意味の偈を与えられたが、これを気に留めなかったために、高継能と戦い命を落とした。封神されて管領三山正神炳霊公となる。安能版では黄飛虎の次子となっている。
黄天禄（こう てんろく）
黄飛虎の次子。父黄飛虎と共に周に帰順する。封神されて西斗星官となる。
黄天爵（こう てんしゃく）
黄飛虎の第三子。父黄飛虎と共に周に帰順する。長兄の天化が戦死、続いて青竜関で次兄の天禄も捕虜になり、その上弟の天祥が命を落としたため、一族断絶を恐れた飛虎によって東征途中で西岐に帰された。生き残ったため封神されていない。
黄天祥（こう てんしょう）
黄飛虎の第四子（末子）。父黄飛虎と共に周に帰順する。青竜関で丘引を負傷させた時に彼の恨みを買い、後に捕らえられて処刑され、首の無い身体を関壁に吊るされた（風化の刑）。遺体は土行孫によって回収された後、天爵と共に西岐に帰された。享年17。封神されて北斗星官の天罡となる。
黄明（こう めい）
黄飛虎の義弟。黄飛虎と共に周に帰順する。封神されて伏龍星となる。
周紀（しゅう き）
黄飛虎の義弟。黄飛虎と共に周に帰順する。封神されて南斗星官となる。
龍環（りゅう かん）
黄飛虎の義弟。黄飛虎と共に周に帰順する。封神されて西斗星官となる。
呉謙（ご けん）
黄飛虎の義弟。黄飛虎と共に周に帰順する。封神されて豹尾星となる。
黄滾（こう こん）
黄飛虎の老父。商を離れることに反対し、謀反を起こした黄飛虎を界牌関で捕らえようとしたが、黄明と周紀の策略にあって周に帰順する。東征では西岐城を守っていたため出陣していない。
黄飛彪（こう ひひゅう）
黄飛虎の弟。兄黄飛虎と共に周に帰順する。封神されて河魁星となる。
黄飛豹（こう ひひょう）
黄飛虎の弟。兄黄飛虎と共に周に帰順する。封神されて天嗣星となる。
晁雷（ちょう らい）
晁田の弟。封神されて中斗星官となる。
晁田（ちょう でん）
晁田の兄。封神されて歳破星となる。
方弼（ほう ひつ）、方相（ほう そう）
封神されてそれぞれ顕道神、開路神となる。
鄧九公（とう きゅうこう）
三山関の総兵。南伯侯の侵略を防いでいたが、後に西伐を命じられる。酒宴の席で土行孫に「西岐を破ったら娘の嬋玉を嫁にやってもいい」と約束してしまう。土行孫が西岐に捕らえられた際、土行孫と嬋玉の偽りの婚礼を行って姜子牙を暗殺しようとしたが、逆に罠にかかって敗北した。その後、嬋玉の説得を受けて帰順する。封神されて青龍星となる。
鄧秀（とう しゅう）
鄧九公の嗣子。封神されて五鬼星となる。
鄧嬋玉（とう せんぎょく）
鄧九公の娘。投石の名人。父と共に西岐を攻めるが、土行孫と結婚して帰順する。土行孫が戦死した際に取り乱し、仇を討つために姜子牙の制止もきかず出陣するが、高蘭英によって殺された。
安能版では、鄧嬋玉ではなく鄧蝉玉と表記されている。
太鸞（たい らん）
鄧九公の配下。鄧九公と共に周に帰順する。封神されて披頭星となる。
孫焔紅（そん えんこう）
鄧九公の配下。孫紅焔と表記されることも。鄧九公と共に周に帰順する。封神されて血光星となる。
趙昇（ちょう しょう）
鄧九公の配下。鄧九公と共に周に帰順する。封神されて羊刃星となる。
蘇護（そ ご）
冀州侯。妲己の父。紂王から娘の献上を迫られるが、これを拒否したために崇侯虎に冀州を攻められた。姫昌からの説得を受けて結局は娘を宮中に入れたが、その後は彼女の悪行を憂い、西岐討伐を命じられた際に帰順した。封神されて東斗星官となる。
蘇全忠（そ ぜんちゅう）
蘇護の嗣子。序盤では妲己の兄と記されているが、後半では妲己が彼の姉であるという矛盾した記述があるが兄(男)として育てられた姉(女)だから矛盾は無い。蘇護と共に周に帰順する。封神されて北斗星官の破軍となる。
趙丙（ちょう へい）
蘇護の配下。蘇護と共に周に帰順する。封神されて東斗星官となる。
陳季貞（ちん きてい）
蘇護の配下。蘇護と共に周に帰順する。封神されて死気星となる。
鄭倫（てい りん）
蘇護配下の将。鼻の穴から白光を噴出させて、相手を気絶させることができる。帰順に対し強硬に反対していたが、蘇護に説得され、周軍に加わる。封神されて哼哈二将となる。
陳光（ちん こう）
蘇護の配下。
洪錦（こう きん）
己の姿を隠す旗門遁の術を使う。西岐を攻めるが、月合仙翁の導きによって竜吉公主と結婚し、周に帰順した。三関分けでは佳夢関を攻める軍の主将に任じられている。万仙陣で妻と共に没した。封神されて龍徳星となる。
柏顕忠（はく けんちゅう）
洪錦の配下。封神されて天敗星となる。
季康（き こう）
洪錦の配下。洪錦と共に周に帰順する。封神されて天狗星となる。
魏賁（ぎ ほん）
周軍に加わる。封神されて黄旛星となる。
徐蓋（じょ がい）
界牌関総兵。周に帰順する。封神されて太陽星となる。
王豹（おうひょう）
徐蓋配下。封神されて計都星となる。
彭遵（ほう じゅん）
徐蓋配下。封神されて羅睺星となる。
楊任（よう じん）
元は商の上大夫。紂王を諌めて眼を抉り取られるが、清虚道徳真君に助けられて弟子となった。眼窩から腕を生やし、その掌に付いた眼は天庭・地穴・俗世界の全てを見ることができる。呂岳が瘟コウ陣を開いて周軍を阻んだ際、師の命令を受けて下山した。封神されて甲子太歳神となる。
鄧昆（こう こん）
黄飛虎の妻（賈氏）の妹の夫。商側の援軍として臨潼関に派遣されたが、義兄の黄飛虎が捕らえられているのを見て背反を決意し、芮吉と共に土行孫と呼応して商を裏切った。
芮吉（ぜい きつ）
鄧昆と共に援軍として臨潼関にやってきた将。周に帰順する。
文聘（ぶん ぺい）
周軍に加わる。封神されて中岳嵩山中天崇聖大帝となる。
崔英（さい えい）
周軍に加わる。封神されて北岳恒山安天玄聖大帝となる。
蔣雄（しょう ゆう）
周軍に加わる。封神されて西岳華山金天順聖大帝となる。
崇黒虎（すう こくこ）
崇侯虎の弟。封神されて南岳衡山司天昭聖大帝となる。
崇応鸞（すう おうらん）
崇黒虎の嗣子。
高定（こう てい）
崇黒虎の配下。
沈岡（ちんこう）
崇黒虎の配下。

## 闡教
元始天尊（げんしてんそん）
闡教の教主。玉虚宮に住む。
老子（ろうし）
元始天尊と通天教主の兄弟子。玄都に住む。
雲中子（うんちゅうし）
終南山・玉柱洞。妲己が千年狐狸精であることに気づき、松の剣を紂王に献上して彼女を祓おうとする。剣が焼かれて失敗すると、杜元銑の壁に下山の証となる詩を記して去った。後に雷震子を弟子とした。
南極仙翁（なんきょくせんおう）
闡教の仙人。申公豹が己の頭を切って飛ばし、姜子牙を惑わして封神榜を焼かせようとしていることに気づくと、白鶴童子に命じて申公豹の頭を海に捨てさせようとした。
燃灯道人（ねんとうどうじん）
霊鷲山・元覚洞。哪吒が李靖を殺そうとした際、これを和解させ、李靖に玲瓏塔を与えて弟子にした。十天君が十絶陣を開いたときに崑崙十二大師と共に下山し、姜子牙から官印を受け取ってまとめ役を務めた。
崑崙十二大師（こんろんじゅうにたいし）
元始天尊の十二人の弟子で殺戒を受け、姜子牙に助力する。原典では、崑崙十二大師は本来、観音菩薩や文殊・普賢菩薩といった高位の神仏と同一とされている。
殺戒とは「殺生を行わなければならない」という避けられぬ宿命的な罰を指すが、安能版では「仙人が千五百年に一度殺人をしたくなる欲求」を指すとされている。
広成子（こうせいし）
九仙山・桃源洞
赤精子（せきせいし）
太華山・雲霄洞
黄竜真人（こうりゅうしんじん）
二仙山・麻枯洞
太乙真人（たいいつしんじん）
乾元山・金光洞
玉鼎真人（ぎょくていしんじん）
玉泉山・金霞洞
霊宝大法師（れいほうだいほうし）
崆峒山（こうとうさん）・元陽洞
道行天尊（どうこうてんそん）
金庭山・玉屋洞
清虚道徳真君（せいきょどうとくしんくん）
青峰山・紫陽洞
懼留孫（くりゅうそん）
夾竜山・飛雲洞
文殊広法天尊（もんじゅこうほうてんそん）
五竜山・雲霓洞
慈航道人（じこうどうじん）
普陀山・落伽洞
普賢真人（ふげんしんじん）
九功山・白鶴洞
李哪吒（り なた）
李靖の第三子。少年ながら凄まじい働きを見せる。元は金光洞の霊珠で、太乙真人の弟子。東海龍王の子を殺した罪を償うために自害したが、後に蓮華精として蘇り、姜子牙を援けた。後に三面八臂の姿を得る。
安能版では「ナタク」と読まれているが、本来吒という文字に「タク」という読み方は存在しない。(しかし、日本のサブカルチャーでは安能版の読みがある程度定着しており、ガンダムナタクなどの例がある。)
李靖（り せい）
哪吒の父。燃灯道人の弟子。
楊戩（よう せん）
変化の術の達人で、哮天犬という名の犬を隠し持っている。玉鼎真人の弟子であり、清源妙道真君という仙号を持つ。
安能版では「ヨウゼン」と読まれているが、戩という文字に「ゼン」という読み方は存在しない。
土行孫（ど こうそん）
懼留孫の弟子。背が低く、地下を進む「地行術」を使える。申公豹に唆されて商軍に加わったが、後に鄧嬋（蝉）玉と結ばれて帰順した。張奎の地行術を封じるのに必要な指地成鋼符を手に入れるために、飛雲洞に向かうが、途中の猛獣崖で待ち伏せしていた張奎に殺される。
韋護（い ご）
道行天尊の弟子。
竜吉公主（りゅうきつこうしゅ）
鳳凰山・青鸞闘闕。昊天上帝と瑶池金母の娘。天界で犯した罪により下界に落とされていたが、羅宣と劉環が西岐城を焼いた際に、周を援けるために下山した。後に月合仙翁の導きによって洪錦と夫婦になる。万仙陣で夫と共に没した。
白鶴童子（はっかくどうじ）
南極仙翁の弟子。元始天尊に、「その童、十二仙よりも強いかもしれぬぞ」と評されるほどの腕の持ち主。度々白鶴の姿になっては戦いの支援、連絡係となった。

## 截教
通天教主（つうてんきょうしゅ）
截教の教主。碧遊宮に住む。
四聖（しせい）
西海九竜島に住む四人の仙人。王魔（おう ま）、楊森（よう しん）、高友乾（こう ゆうけん）、李興覇（り こうは）。
聞仲の頼みによって商に加担する。いずれも身長は一丈五六尺で、恐ろしい容貌をしており、跨る怪獣の瘴気によって西岐の馬は黄飛虎の五色神牛以外全て倒れこんでしまった。
十天君（じってんくん）
練達の道士たちで、旧知の聞仲が窮地に陥っていることを申公豹に知らされ、参戦する。それぞれの個性に応じた陣を敷いて待ち構える。安能版では「一聖九君」と表記されているが、この呼称は原文には登場しない。
秦天君（秦完）
天絶陣を敷いたが、文殊広法天尊に倒された。
趙天君（趙江）
地烈陣を敷いたが、懼留孫に生け捕られ、他の九陣が全て破られた後に処刑された。
董天君（董全）
風吼陣を敷いたが、慈航道人に倒された。
袁天君（袁角）
寒氷陣を敷いたが、普賢真人に倒された。
金光聖母
金光陣を敷いたが、広成子に倒された。
孫天君（孫良）
化血陣を敷いたが、太乙真人に倒された。
柏天君（柏礼）
烈焔陣を敷いたが、陸圧道人に倒された。清末から民国間の版本や安能版では柏天君ではなく白天君になっている。また、百天君という表記も存在する。
姚天君（姚賓）
落魂陣を敷いて姜子牙の三魂七魄を奪おうとしたが、赤精子の妨害にあって失敗に終わった。後に赤精子と再戦して倒される。
王天君（王変）
紅水陣を敷いたが、清虚道徳真君に倒される。清末から民国間の版本や安能版では、王奕（おうえき）と言う名になっている。
張天君（張紹）
紅砂陣を敷き武王を殺すが、南極仙翁と白鶴童子に倒される。武王は後に復活。

趙公明（ちょう こうめい）
峨嵋山羅浮洞の仙人。黒い虎に跨り鞭を持つ。聞仲の頼みを受けて商に加担し、闡教の仙人たちと戦ったが、陸圧道人の策により釘頭七箭書で呪殺された。
陳九公・姚少司（ちん きゅうこう・よう しょうし）
趙公明の二人の弟子。師と共に下山して商に加担する。呪いをかけられ死に瀕した公明を援けるために、姜子牙から釘頭七箭書を奪い取るが、聞仲の姿に化けた楊戩に騙されて命を落とした。
三仙姑（さんせんこ）
趙公明の三人の妹たち。 申公豹によって趙公明の死を知らされ、兄の仇討ちをするために九曲黄河陣を敷く。
雲霄（うんしょう）
長女。趙公明に頼まれても金蛟剪を貸し渋るなど戦いに積極的ではなく、趙公明の死を知ったときも仇討ちには乗り気ではなかった。兄の死に激怒した妹たちが闡教の門人を無闇に傷つけることを恐れ、共に下山したが、結局戦いを止めることはできなかった。
瓊霄（けいしょう）、碧霄（へきしょう）
趙公明と雲霄の妹。兄の死に憤り、仇を討つために下山する。
安能版では碧霄が姉で瓊霄が妹としているが、原作にはどちらが年上であるかは明記されていない。なお原文の第九十九回にある封神榜では「雲霄娘娘　瓊霄娘娘　碧霄娘娘」と、瓊霄の方が先に名前が挙げられている。
呂岳（りょ がく）
申公豹に頼まれて、四人の弟子と共に商に加担し、西岐に疫病を広める。後に瘟コウ陣を敷いた。
馬元（ば げん）
申公豹に頼まれて商に加担した。頭の後ろから一本の腕を伸ばして人間を食べてしまう。文殊広法天尊の計略にかかり殺されかけるが、仏縁があったため準提道人によって西方に連れて行かれた。
羽翼仙（うよくせん）
蓬萊島の大鵬鵰。商に加担するが燃灯道人の計略にあって捕らえられ、彼の弟子になった。後に孔宣との戦いで周に助力した。
羅宣・劉環（ら せん・りゅう かん）
申公豹に頼まれて商に加担し、西岐城を燃やした。
余元（よ げん）
金霊聖母の弟子。汜水関で弟子の余化を殺され、仇討ちのために商に加担する。捕らえて処刑しようとしたところ、首を斬ることができなかったため、懼留孫の提案により縄をかけたまま鉄箱に詰めて海に沈められた。だが水遁によって脱出し、碧遊宮で師の金霊と共に訴え、通天教主から法宝を授かる。その後再び周との戦いに挑むが、結局捕らえられ、陸圧道人の飛刀によって首を刎ねられた。
長耳定光仙（ちょうじていこうせん）
截教の仙人。通天教主に六魂幡を渡されたが、万仙陣で自教の不利を悟って逃げ出した。後に西方へ行った。
毘盧仙（びるせん）
截教の仙人。万仙陣で截教より闡教の方が優れているのではないかと思い長耳定光仙と共に逃走した。後に西方へ行った。
火霊聖母（かれいせいぼ）
多宝道人の弟子で、胡雷の師。佳夢関で弟子が周軍に殺されたため、仇を討つために商に加担する。三千の兵士を火竜兵として教練し、周軍の無数の兵を焼殺した。広成子によって倒されたが、遺品である金霞冠が碧遊宮に届けられたことで截教徒の不満が高まり、誅仙陣が開かれるきっかけとなる。
多宝道人（たほうどうじん）
截教の仙人。火霊聖母の師。広成子が火霊の遺品を届けに来た際、截教は侮辱されていると通天教主に訴えたため、誅仙陣を敷くよう命じられた。
金霊聖母（きんれいせいぼ）
截教の仙人。聞仲と余元の師。広成子が火霊聖母の遺品を届けた際に憤慨し、截教徒を煽った。万仙陣で普賢真人・文殊広法天尊・慈航道人の三人と同時に戦うが、横合いから燃灯道人の攻撃を受けて命を落とした。
亀霊聖母（きれいせいぼ）
截教の仙人。広成子が火霊聖母の遺品を届けた際に憤慨し、彼に斬りかかるが、番天印を投げられて原身である亀の姿を晒し恥をかいてしまう。その後万仙陣で懼留孫と戦うが、仏縁があったため接引道人によって西方に連れて行かれようとする。だが白蓮童子のミスによって蚊の群れに血を吸われ死んでしまった。
武当聖母（ぶとうせいぼ）
截教の仙人。広成子が火霊聖母の遺品を届けた際に憤慨し、截教徒を煽った。
金箍仙（きんこせん）
截教の仙人。馬遂とも呼ばれる。孫悟空が頭に嵌めている緊箍児の様な宝貝「金箍」で黄竜真人を苦しめた。
烏雲仙（ううんせん／金の亀または金色の鰲魚）
万仙陣で敗れて原身を暴かれ、西方に連れて行かれる。
霊牙仙（れいがせん／白象）
万仙陣で敗れて原身を暴かれ、普賢真人の乗物となる。
虯首仙（きゅうしゅせん／青毛の獅子）
万仙陣で敗れて原身を暴かれ、文殊広法天尊の乗物となる。
金光仙（きんこうせん／金毛犼）
万仙陣で敗れて原身を暴かれ、慈航道人の乗物となる。
石磯娘々（せっきにゃんにゃん／石）
哪吒に弟子を殺され抗議するが太乙真人に殺される。

## 女媧とその配下
女媧（じょか）
千年狐狸精たちに紂王の元へと行き、破滅するよう命ずる。
しかし、千年狐狸精らが自分の命令をわざと曲解して残虐行為を楽しんでいることを知って怒り、姜子牙らに千年狐狸精たちも倒すよう命じることになる。
九頭雉鶏精（きゅうとうちけいせい） / 胡喜媚（こ きび）
千年狐狸精の義妹。千年狐狸精と共に紂王を惑わす。
西岐軍が朝歌に迫るとこれを迎え撃つべく甲冑をまとって戦うが、女媧の縛妖索（ばくようさく）によって捕縛され、西岐軍に引き渡されて斬首された。
玉石琵琶精（ぎょくせきびわせい） / 王貴人（おうきじん）
千年狐狸精の義妹。一度姜子牙に調伏され琵琶に戻るが、後に復活。最期は女媧により捕縛され、西岐軍に斬首された。

## その他
申公豹（しん こうひょう）
姜子牙の弟弟子。宝貝「開天珠」を持ち、自らの頭を切って飛ばすことを特技とする。
もともと闡教の道士だったが、姜子牙に恨みを抱き、十天君や殷郊・殷洪兄弟、土行孫、趙公明の三人の妹たちなど多くの仙人・道士を周に送り込んで、封神を妨害した。懼留孫に捕らえられた際、元始天尊の前で「再び子牙に害なることがあれば北海眼に押し込められても構わない」と誓いを立てる。しかし万仙陣で誓いを反故にして截教陣営に加わり、「西岐など俺が血の海と白骨の山にしてやる」と吐き捨て姜子牙を殺そうとする。最後は白鶴童子に捕らえられ、先の誓いのとおり北海眼に封じられた。後に封神されて分水将軍となる。
原作と安能版の最大の違いは申公豹の扱いにある。安能版では許由と同一人物とされ、老子の庇護を受けており、女媧に影響を与えるほどに有力者として描かれている。また、雷を発生させる宝貝「雷公鞭」を持ち、仙界の策略に憤りを覚えて仙界を妨害するアウトサイダーとして、あるいは戦いの規模の拡大を抑えるよう姜子牙に頼んだり、時には姜子牙の命を救ったりするトリックスターとして作中で重要な役割を演じる。
白額虎（はくがくこ）
申公豹が乗騎している虎。
安能版では申公豹の騎獣は「黒点虎」になっており、人間の言葉を喋る能力や、千里眼・順風耳の能力を持つ。
柏鑑（はく かん）
かつて黄帝軍の総兵官だった男。蚩尤と戦った際に火器で海に打ち落とされ、千年もの間魂が救われずにいた。姜子牙によって助けられ、百霊旗を持って封神台に魂魄を導く役目を負った。封神されて清福正神となる。
陸圧道人（りくあつどうじん）
西崑崙の閑人で、炎の精。飄然と現れては姜子牙に助力して去っていく。
準提道人（じゅんていどうじん）
西方の教主で仏教門徒。西方に縁がある者を連れて行く。
接引道人（せついんどうじん）
西方の教主で仏教門徒。西方に縁がある者を連れて行く。
瑶池金母（ようちきんぼ）
竜吉公主の母。殷郊を収める際に、南極仙翁の要請を受けて素色雲海旗を貸し出した。
黄帝・伏羲・神農（こうてい・ふっき・しんのう）
火雲洞の三聖大師。呂岳や余徳によって疫病が撒かれた際、周に助力した。
安能版では彼ら三人が天帝であるとしているが、これは原作には存在しない設定で、原作における天帝とは昊天上帝のことである（そもそも竜吉公主が天帝と西王母の娘であるため、安能版の設定では矛盾が生じてしまう）。また彼らが下界の政治を遠隔操作しており、その命令が「天数」（天命）であるなどとされているが、これらも安能の創作である。
鴻鈞道人（こうきんどうじん）
老子・元始天尊・通天教主の師。万仙陣の戦いを収拾させるために、三人の弟子に丹薬を飲ませ、再び争えば体内の丹薬の力で死に至るものとした。